# کتاب‌شناسی علی بن ابی‌طالب
کتابشناسی علی بن ابیطالب، فهرستی است از کتاب‌هایی که با محوریت علی بن ابی‌طالب نگارش یافته اند. باید دانست که تعداد زیادی از سخنان کوتاه علی، تبدیل به بخش‌هایی از فرهنگ عمومی اسلامی شده‌است و به‌عنوان ضرب‌المثل و کلمات قصار در زندگی روزمره نقل می‌شوند. همچنین، این سخنان اساس آثار ادبی گردیده و به صورت اشعار در زبان‌های گوناگون وارد شده‌اند. در قرن ۸ میلادی، نویسندگان ادبی همچون عبدالحمید یحیی امیری، به فصاحت بی‌نظیر خطبه‌ها و سخنان علی اشاره کرده‌اند. جاحظ، ادیب عرب در قرن سوم هجری، نیز بر همین عقیده است.

## دسته‌بندی آثار

### آثار منسوب به علی بن ابی‌طالب

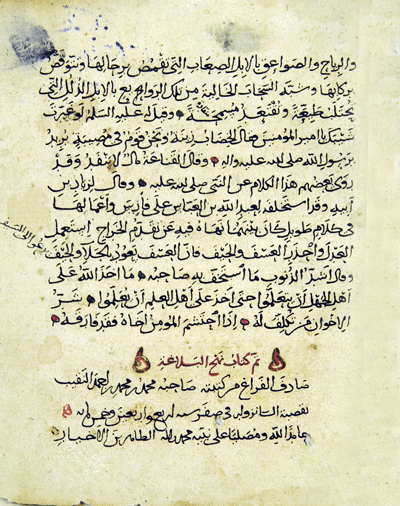
صفحه‌ای قدیمی از نهج‌البلاغه

#### نهج‌البلاغه
در قرن ۱۰ میلادی، یکی از محققان برجستهٔ شیعی به نام سید شریف رضی تعداد زیادی از خطبه‌ها، نامه‌ها، و سخنان کوتاه علی با موضوعات گوناگون را در کتابی به نام نهج‌البلاغه جمع‌آوری کرد که به یکی از پرطرفدارترین و تأثیرگذارترین کتب جهان اسلام مبدل گشت. با این حال، این کتاب تقریباً به‌طور کامل تا قرن ۲۰ میلادی در تحقیقات غربی نادیده گرفته شد. با وجود اینکه برخی محققین غربی در صحت آن تردید دارند، اما صحتش هیچ‌گاه نزد اکثر مسلمانان جای سؤال نداشته‌است. نهج‌البلاغه کماکان به‌عنوان منبعی مذهبی و مرجعی الهام‌بخش و ادبی در میان شیعه و سنی مطرح است. در میان گفته‌های منسوب به علی، نامهٔ او به مالک اشتر دربارهٔ حکومت صالحانه مورد توجه زیادی قرار گرفته‌است. سید حسین مدرسی طباطبایی به کتاب مدارک نهج‌البلاغه، اثر رضا استادی، اشاره می‌کند که در آن اسنادی ارائه شده‌است که سخنان موجود در نهج‌البلاغه را به علی می‌رساند.
کتاب «سخنان علی (ع) از نهج‌البلاغه» که ترجمه‌ای از جواد فاضل است، با بازنویسی سادات ناصری، این کتاب را با شکلی نو و موضوع بندی خاص خود، در اختیار علاقه‌مندان قرار داده‌است. فهرست مطالب این کتاب عبارتست از: سخنان علی بن ابی طالب درباره: توحید، محمد بن عبدالله، پیشوا و ملت، کارگزاران دولت، عشق، جنگ واخلاق، فرامین علی بن ابی طالب به محمد بن ابی بکر و مالک اشتر، وصیت‌های علی بن ابی طالب به فرزندش، سخنان علی بن ابی طالب دربارهٔ یکتاپرستی، فرمان آسمانی، آفرینش، حوادث، دلبستگی‌ها، وارستگی‌ها، پند و اندرز، نامه‌ها و حکمت‌ها.

#### غرر الحکم و درر الکلم

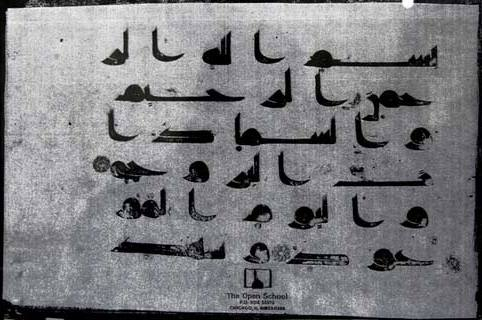
دست‌نوشتهٔ قرآن منسوب به علی بن ابی‌طالب که در کتابخانهٔ حرم علی بن ابی‌طالب نگهداری می‌شود. این صفحه به سوره البروج آیات ۳–۱ مربوط است.

غرر الحکم و درر الکلم مجموعه‌ای از کلمات قصار علی بن ابی‌طالب است که توسط ابوالفتح عبدالواحد بن محمد بن عبدالواحد تمیمی آمدی، از علمای امامی قرن پنجم هجری، گردآوری شده‌است.

#### مصحف علی
مُصحَف علی به نسخه‌ای از قرآن گفته می‌شود که توسط علی بن ابی‌طالب گردآوری شده‌است. علی یکی از اولین گردآورندگان قرآن بود و سوره‌های قرآن را به ترتیب تاریخ نزول چیده بود. همچنین روایت شده‌است که این مصحف شامل مطالب تفسیری مانند نسخ آیات نیز بود. منابع شیعی می‌نویسند که پس از درگذشت محمد، علی مصحفش را به گروه حکومتی جمع‌آوری قرآن عرضه کرد ولی با مخالفت صحابه روبرو و مجبور شد قرآن را به خانه‌اش برگرداند. گرچه وجود تاریخی مصحف علی مسلم است، اما به مانند دیگر مصحف صحابه چیزی به‌عنوان واقعیت خارجی در دسترس نیست. گروه‌هایی از شیعیان در طول تاریخ به تفاوت‌های عمدهٔ این مصحف با قرآن فعلی اعتقاد داشتند ولی با مخالفت جمع کثیری از روحانیون و قرآن‌پژوهان شیعه مواجه شده‌اند. علی از قاریان اصلی قرآن هم بود و قرائتی از او بر جای مانده که، به گفتهٔ برخی نویسندگان کتاب‌های قرائات قرآن، با قرائت حفص از عاصم یکی است.

#### کتاب علی
بر اساس روایات فراوانی از قرن دوم هجری، کتاب علی مجموعه‌ای از سخنان محمد است که علی گردآوری کرده‌است. در نقل است که علی در پیشگاه محمد مطالبی را بر روی ورقی از پوست می‌نوشت که از او می‌شنید. روایتی دیگر می‌گوید که فقیه مکه در اوایل قرن دوم از این کتاب آگاه بود و مطمئن بود که نوشتهٔ علی است. در مورد محتوای کتاب گفته شده‌است که کتاب شامل همهٔ چیزهایی که مردم به آن نیاز دارند بود؛ مانند مواردی در احکام حلال و حرام و حتی دیهٔ خراش‌ها. وجود مطالبی در مورد جفر نیز روایت شده‌است.

#### آثار دیگر
آثار دیگری نیز به علی نسبت داده شده‌است. از آن جمله می‌توان به موارد زیر اشاره کرد: دعای کمیل که علی آن را به شاگردش کمیل بن زیاد آموخت و در حقیقت دعایی طولانی است که هنوز هم توسط شیعیان خوانده می‌شود. کتاب الدیات که دستورالعملی در مورد نحوهٔ محاسبهٔ دیه‌هاست و در کتاب‌هایی مانند من لایحضره الفقیه به صورت کامل آمده‌است. مسند علی به مجموعه احادیثی از پیامبر اسلام گفته می‌شود که راوی اول آن‌ها علی است و در مسندهای روایی اهل سنت مانند مسند احمد حنبل آمده‌اند. بعدها افرادی احادیث علی را گردآوری کرده و آن را یک‌جا مسند علی نامیدند. در منابع قدیمی، گزارش‌های مختلفی دربارهٔ اینکه آیا علی شعر می‌سروده‌است یا نه وجود دارد. مؤلفان متعددی دیوان اشعاری را به علی نسبت داده‌اند ولی بسیاری از این اشعار سرودهٔ دیگران است. روش قضاوت علی نیز مورد توجه اصحابش بوده و توسط آنان گردآوری شده‌است.

### آثار هنری و ادبی

#### رمان
از جمله آثاری که با موضوع رمان دربارهٔ علی بن ابی طالب به نگارش درآمده، رمان «قدیس» اثری به قلم ابراهیم حسن‌بیگی است. در این کتاب، نگاهی تاریخی به بُعد حکومت‌داری علی بن ابی‌طالب در ۵ سال دوران خلافت وی صورت گرفته‌است. این رمان در اصل روایتی است از زندگی کشیشی که دوست دارد کلکسیونر کتب و اسناد خطی باشد و در این کار اشتیاق فراوانی برای جمع‌آوری کتاب‌های خطی دارد. عشق کشیش به کتب خطی، او را به مردی تاجیک می‌رساند که می‌خواهد کتابش را بفروشد. اما همیشه در مسائلی که ارزش مادی داشته باشد، شیطنت هم وجود دارد. مرد تاجیک توسط یک عده جنایتکار کشته می‌شود و خانه کشیش هم مورد سرقت قرار می‌گیرد. این آغاز ماجرایی است که در نهایت کشیش را به مطالعه سرگذشت علی بن ابی‌طالب علاقه‌مند می‌کند.

#### نظم و نثر
از دیگر زمینه‌های ادبی که مورد توجه مسلمانان و خصوصاً شیعیان برای بیان فضائل، تمجید و شرح احوال و اتفاقات پیرامون علی بن ابی طالب قرار گرفته است، شعر و نثر ادبی است. در این زمینه می‌توان کتاب علی‌نامه را پیشگام کتب شعر در مدح و شرح وقایع تاریخی پیرامون ائمه شیعه و خصوصاً علی بن ابی طالب دانست. این کتاب مولفش به نام ربیع، شاعر ناشناخته قرن پنجم معرفی شده، بر پایه شعر حماسی نگاشته شده است.

### آثار تاریخی
از جمله آثار تاریخی که به صورت تخصصی به زندگانی علی بن ابی طالب پرداخته است، کتاب الصحیح من سیرة الامام علی تالیف سید جعفر مرتضی عاملی است. این کتاب در ۵۳ جلد و به زبان عربی به چاپ رسیده است. این کتاب از سه بخش کلی تشکیل شده که عبارتند از: شرح زندگانی علی بن ابی‌طالب در دوران حیات پیامبر اسلام (هشت جلد و نیم)، دوران زندگی علی از بعد از وفات پیامبر تا ابتدای بیعت مردم با وی بعد از قتل عثمان بن عفان (نه جلد و نیم)، اتفاقاتی که بعد از بیعت مردم با علی بن ابی طالب اتفاق افتاد (الباقی مجلدات کتاب)

### شرح و بسط کلام
در شرح و بسط کلام علی بن ابی‌طالب، کتب مختلف و در رشته‌های متفاوتی به رشته تحریر درآمدند. از مهمترین این آثار می‌توان به شروح نهج‌البلاغه اشاره کرد. در این بین شرح نهج‌البلاغه محمدتقی جعفری که در ۲۵ جلد به بررسی فلسفی کلام علی بن ابی‌طالب می‌پردازد. محمدتقی جعفری کوشید تا در این تفسیر، ابعاد مختلف فلسفی، کلامی، عرفانی، فقهی، حقوقی، جامعه‌شناختی، فلسفه سیاسی، فلسفه حقوقی، و روانشناختی کلام علی بن ابی‌طالب را دریابد.

## برخی آثار
از مجموعه آثاری که با موضوع علی بن ابی طالب نگارش یافته‌اند، می‌توان به موارد زیر اشاره کرد:
| نام کتاب | مؤلف                                                            | شارح و مترجم              | قرن    | زبان  | تعداد جلد | تعداد صفحه* | موضوع                           |
| --- | --------------------------------------------------------------- | ------------------------- | ------ | ----- | --------- | ----------- | ------------------------------- |
| الصحیح من سیرة الامام علی | سید جعفر مرتضی عاملی                                            |                           | معاصر  | عربی  | ۵۳        |             | تاریخ                           |
| ردّ الشمس لعلی (ع) | سید جعفر مرتضی عاملی                                            |                           | معاصر  | عربی  |           |             | تاریخ                           |
| موسوعة الامام علی بن ابی‌طالب (ع) فی الکتاب و السنة و التاریخ                                                                  | محمد محمدی ری‌شهری                                               |                           | معاصر  | عربی  | ۱۲        | ۳۱۸         | تاریخ                           |
| دانشنامه امام علی (ع) | پژوهشگاه فرهنگ و اندیشه اسلامی                                  |                           | معاصر  | فارسی | ۱۲        | ۵۴۶         | تاریخ                           |
| علی (ع) و شیعیانش | نجم‌الدین عسکری                                                  | علی کرمی                  |        | فارسی | ۱         | ۲۰۰         | علی‌شناسی                        |
| علی: حقیقتی بر گونه اساطیر | علی شریعتی                                                      |                           | معاصر  | فارسی | ۱         | ۸۲          | علی‌شناسی                        |
| علی علیه‌السلام چهره درخشان اسلام                                                                                              | ابن ابی الحدید                                                  | علی دوانی                 |        | فارسی | ۱         | ۳۰          | علی‌شناسی                        |
| مرد نامتناهی (علی بن ابی‌طالب علیه‌السلام)                                                                                      | حسین صدر                                                        |                           |        | فارسی | ۱         | ۲۳۴         | علی‌شناسی                        |
| علی (ع) از زبان عمر | فواد فاروقی                                                     |                           |        | فارسی | ۱         | ۱۳۶         | علی‌شناسی                        |
| جاذبه و دافعه علی (ع) | مرتضی مطهری                                                     |                           | معاصر  | فارسی | ۱         | ۱۹۸         | علی‌شناسی                        |
| مصباح الموحدین | عباسعلی وحیدی منفرد                                             |                           | معاصر  | فارسی | ۱         | ۲۴۴         | علی‌شناسی                        |
| الامام علی علیه‌السلام قدوة و اسوه                                                                                             | سید محمدتقی مدرسی                                               |                           | معاصر  | عربی  | ۱         | ۲۰۴         | علی‌شناسی                        |
| البیان الجلی فی افضلیة مولی المؤمنین علی (ع)                                                                                  | محمد بن احمد ابن‌رشد                                             |                           | ۵ ه‍.ق   | عربی  | ۱         | ۲۶۴         | علی‌شناسی                        |
| کشف الیقین فی فضائل امیرالمؤمنین (ع)                                                                                          | حسن بن یوسف علامه‌حلی                                            |                           | ۸ ه‍.ق   | عربی  | ۱         | ۵۴۴         | علی‌شناسی                        |
| علی (ع) | علی شریعتی                                                      |                           | معاصر  | فارسی | ۱         | ۷۱۴         | علی‌شناسی                        |
| تفضیل امیرالمؤمنین (ع) | محمد بن محمد شیخ‌مفید                                            |                           | ۳ ه‍.ق   | عربی  | ۱         | ۴۸          | علی‌شناسی                        |
| جواهر المطالب فی مناقب الامام علی بن ابی‌طالب علیه‌السلام                                                                       | محمد باعونی شافعی                                               |                           | ۷ ه‍.ق   | عربی  | ۱         | ۳۸۶         | علی‌شناسی                        |
| المناقب | موفق بن احمد اخطب خوارزمی                                       |                           | ۶ ه‍.ق   | عربی  | ۱         | ۴۱۶         | علی‌شناسی                        |
| امام علی (ع) خورشید بی‌غروب | محمدابراهیم سراج                                                |                           | معاصر  | فارسی | ۱         | ۳۸۶         | علی‌شناسی                        |
| تحفة الشاهیه در مناقب مولا امیرالمؤمنین (ع)                                                                                   | عبدالخالق قاضی‌زاده کرهرودی                                      |                           | ۱۱ ه‍.ق  | فارسی | ۱         | ۴۷۶         | علی‌شناسی                        |
| فضائل علی (ع) از زبان غیرشیعه                                                                                                 | محمد تقی صرفی                                                   |                           | معاصر  | فارسی | ۱         | ۹۶          | علی‌شناسی                        |
| حیاة امیرالمؤمنین علی علیه‌السلام                                                                                              | سیداصغر ناظم‌زاده قمی                                            |                           | معاصر  | عربی  | ۱         | ۵۱۰         | علی‌شناسی                        |
| البارقة الحیدریه فی الاسرار العلویه                                                                                           | عادل علوی                                                       |                           |        | عربی  | ۱         | ۳۳۴         | علی‌شناسی                        |
| مائة منقبة من مناقب امیرالمؤمنین                                                                                              | فضل بن شاذان                                                    |                           | ۲ ه‍.ق   | عربی  | ۱         | ۲۲۴         | علی‌شناسی                        |
| اهل البیت (ع) نقطة التقاء المسلمین                                                                                            | زهیر سلیمان                                                     |                           |        | عربی  | ۱         | ۱۱۲         | علی‌شناسی                        |
| علی الامام المبین | علی ابوالخیر                                                    |                           |        | عربی  | ۱         | ۳۲۸         | علی‌شناسی                        |
| علی (ع) میزان الحق | محمد گوزل آمدی                                                  |                           |        | عربی  | ۱         | ۵۵۰         | علی‌شناسی                        |
| الجوهرة فی نسب الامام علی و آله                                                                                               | محمد بن ابی‌بکر بری                                              |                           |        | عربی  | ۱         | ۱۲۶         | علی‌شناسی                        |
| امامة علی بین العقل و القرآن                                                                                                  | محمدجواد مغنیه                                                  |                           |        | عربی  | ۱         | ۳۶۸         | علی‌شناسی                        |
| الدر الثمین فی خمسمائه آیة نزلت فی مولانا امیرالمؤمنین (ع)                                                                    | حافظ رجب برسی                                                   |                           |        | عربی  | ۱         | ۳۲۴         | علی‌شناسی                        |
| المعصوم الثانی: الامام علی بن ابی طالب (ع)                                                                                    | مهدی لاجوردی                                                    |                           |        | عربی  | ۲         | ۴۹۴         | علی‌شناسی                        |
| اللوامع النورانیه فی اسماء علی و اهل بیته القرآنیه                                                                            | سید هاشم حسینی بحرانی                                           |                           |        | عربی  | ۱         | ۵۶۰         | علی‌شناسی                        |
| علی (ع) آیینه حق | علی ثقفی                                                        |                           | معاصر  | فارسی | ۱         | ۲۰۸         | علی‌شناسی                        |
| ترجمه ارشاد القلوب دیلمی | حسن بن ابی‌الحسن دیلمی                                           | علی سلگی                  | ۸ ه‍.ق   | فارسی | ۱         | ۳۹۴         | علی‌شناسی                        |
| ترجمه ارشاد القلوب | حسن بن ابی‌الحسن دیلمی                                           | سیدعبدالحسین رضایی        | ۸ ه‍.ق   | فارسی | ۲         | ۴۴۶         | علی‌شناسی                        |
| علی ابرمرد تاریخ | ابوالقاسم پاینده عبدالکریم جربزه‌دار                             |                           | معاصر  | فارسی | ۱         | ۹۶          | علی‌شناسی                        |
| علی شاهکار خلقت | عباسعلی شبگاهی شبستری                                           |                           | معاصر  | فارسی | ۱         | ۵۲۸         | علی‌شناسی                        |
| مقتدای عارفان در نگاه خاتم پیامبران                                                                                           | کوکب اعظم‌کاکویی                                                 |                           | معاصر  | فارسی | ۱         | ۱۷۶         | علی‌شناسی                        |
| وحدت عالی انسانی | محمدتقی جعفری                                                   |                           | معاصر  | فارسی | ۱         | ۹۸          | علی‌شناسی                        |
| کرامات العلویه | علی میرخلف‌زاده                                                  |                           | معاصر  | فارسی | ۱         | ۲۸۸         | علی‌شناسی                        |
| خصائص امیرالمؤمنین علی بن ابی‌طالب رضی‌الله عنه                                                                                 | محمدکاظم محمودی                                                 |                           | معاصر  | فارسی | ۱         | ۳۳۴         | علی‌شناسی                        |
| علی علیه‌السلام قهرمان ارزشها                                                                                                  | محمدحسن پاکراه                                                  |                           | معاصر  | فارسی | ۱         | ۳۳۲         | علی‌شناسی                        |
| بخش‌های بر جای مانده کتاب فضائل علی بن ابی طالب و کتاب الولایه                                                                 | محمد بن جریر طبری آملی                                          | رسول جعفریان              | ۲ ه‍.ق   | فارسی | ۱         | ۱۰۰         | علی‌شناسی                        |
| امام علی (کرم الله وجهه) از دیدگاه اهل سنت و جماعت                                                                            | فاروق صفی‌زاده                                                   |                           | معاصر  | فارسی | ۱         | ۶۴          | علی‌شناسی                        |
| امام علی (ع) در نگاه مشاهیر اسلام و مسیحیت                                                                                    | گودرز نجفی                                                      |                           | معاصر  | فارسی | ۱         | ۲۴۰         | علی‌شناسی                        |
| علی (ع) از زبان استاد شهید مرتضی مطهری (ره)                                                                                   | عباس عزیزی                                                      |                           | معاصر  | فارسی | ۱         | ۲۵۶         | علی‌شناسی                        |
| امام علی (ع) از نگاه دانشوران                                                                                                 | مهدی مهریزی هادی ربانی                                          |                           | معاصر  | فارسی | ۳         | ۶۰۸         | علی‌شناسی                        |
| مناقب مرتضوی در مناقب شاه اولیا                                                                                               | محمدصالح بن عبدالله کشفی ترمذی                                  |                           |        | فارسی | ۱         | ۵۶۰         | علی‌شناسی                        |
| ولایت‌نامه | محمد بن حسین شریف الرضی                                         |                           |        | فارسی | ۱         | ۱۹۲         | علی‌شناسی                        |
| فضائل و مناقب علی بن ابی‌طالب (ع) از نظر خاصه و عامه                                                                           | احمد اخوان ارمکی                                                |                           |        | فارسی | ۱         | ۳۰۴         | علی‌شناسی                        |
| قرن ما در جستجوی علی | علی شریعتی                                                      |                           | معاصر  | فارسی | ۱         | ۷۴          | علی‌شناسی                        |
| ولایت علی (ع) در قرآن کریم و سنت پیامبر (ص)                                                                                   | سید مرتضی عسکری                                                 |                           | معاصر  | فارسی | ۱         | ۱۸۰         | نقدی بر ابوسلمان عبدالمنعم بلوچ |
| معجزات حضرت امیر (ع) | حبیب‌الله اکبرپور                                                |                           |        | فارسی | ۱         | ۳۸۴         | علی‌شناسی                        |
| علی (ع) منبع فضائل و کمالات                                                                                                   | سید صادق حسینی یزدی                                             |                           |        | فارسی | ۱         | ۵۱۲         | علی‌شناسی                        |
| علی (ع) آئینه ایزدنما | عباس شیخ‌الرئیس                                                  |                           |        | فارسی | ۱         | ۴۸۲         | علی‌شناسی                        |
| امیر مؤمنان علی (ع) در حدیث دیگران                                                                                            | سید حجت موسوی خوئی                                              |                           |        | فارسی | ۱         | ۲۲۰         | علی‌شناسی                        |
| امام‌شناسی | سید محمدصالح موسوی‌خویی                                          |                           |        | فارسی | ۱         | ۴۵۶         | علی‌شناسی                        |
| مثل علی (ع) هرگز | سید عبدالرسول حجازی                                             |                           |        | فارسی | ۲         | ۵۴۰         | علی‌شناسی                        |
| علی زیباترین سرودهٔ هستی | سید جعفر شهیدی                                                  |                           | معاصر  | فارسی | ۱         | ۲۰۸         | علی‌شناسی                        |
| امیرالمؤمنین (ع) خلیفه‌الله، صدیق اکبر و فاروق اعظم                                                                            | علی دوانی                                                       |                           | معاصر  | فارسی | ۱         | ۲۰۷         | علی‌شناسی                        |
| علی (ع) در کتب اهل تسنن | سید محمدباقر موسوی همدانی                                       |                           | معاصر  | فارسی | ۱         | ۵۳۰         | علی‌شناسی                        |
| علی (ع) و چهل فضیلت به روایت عامه                                                                                             | علی فضل بیرجندی                                                 |                           | معاصر  | فارسی | ۱         | ۲۶۸         | علی‌شناسی                        |
| علی (ع) سپه‌سالار اسلام | ایوطالب احسانی                                                  |                           | معاصر  | فارسی | ۱         | ۴۱۶         | علی‌شناسی                        |
| در معرفت، شناخت، فضایل و مناقب امیرالمؤمنین (ع)                                                                               | حسن عرب‌باغی                                                     |                           | معاصر  | فارسی | ۱         | ۹۱۲         | علی‌شناسی                        |
| ترجمه و شرح نهج‌البلاغه | محمد بن الحسین سید رضی                                          | سید محمود طالقانی         |        | فارسی | ۱         | ۱۹۷         | شرح و ترجمه گفتارها             |
| نهج‌البلاغه در سخنان علی (ع)                                                                                                   | محسن فارسی                                                      |                           | معاصر  | فارسی | ۱         | ۵۶۴         | شرح و ترجمه گفتارها             |
| انسان کامل از دیدگاه نهج‌البلاغه                                                                                               | حسن حسن‌زاده آملی                                                |                           | معاصر  | فارسی | ۱         | ۹۶          | شرح و ترجمه گفتارها             |
| ترجمه نهج‌البلاغه | محمد بن الحسین سید رضی                                          | محمدجواد شریعت            |        | فارسی | ۱         | ۱۰۵۰        | شرح و ترجمه گفتارها             |
| فی رحاب نهج‌البلاغه | مرتضی مطهری                                                     | هادی یوسفی                | معاصر  | فارسی | ۱         | ۲۴۰         | شرح و ترجمه گفتارها             |
| جستجویی در نهج‌البلاغه | محمدمهدی شمس‌الدین                                               | محمود عابدی               |        | فارسی | ۱         | ۲۳۸         | شرح و ترجمه گفتارها             |
| درسهایی از نهج‌البلاغه | سید علی خامنه‌ای                                                 |                           | معاصر  | فارسی | ۱         | ۱۵۵         | شرح و ترجمه گفتارها             |
| حکمت نظری و عملی در نهج‌البلاغه                                                                                                | عبدالله جوادی آملی                                              |                           | معاصر  | فارسی | ۱         | ۱۶۸         | شرح و ترجمه گفتارها             |
| هزار حدیث | علی بن ابی طالب                                                 | کاظمی‌خلخالی               |        | فارسی | ۱         | ۲۴۳         | شرح و ترجمه گفتارها             |
| درس‌هایی از نهج‌البلاغه | محمد فاضل موحدی لنکرانی                                         |                           |        | فارسی | ۱         | ۲۲۸         | شرح و ترجمه گفتارها             |
| دروس سیاسیه من نهج‌البلاغه | محمدتقی رهبر                                                    | عبدالکریم محمود           | معاصر  | فارسی | ۱         | ۲۱۴         | شرح و ترجمه گفتارها             |
| تنبیه الغافلین و تذکرة العارفین                                                                                               | فتح‌الله کاشانی                                                  |                           |        | فارسی | ۱         | ۵۸۰         | شرح و ترجمه گفتارها             |
| آشنایی با نهج‌البلاغه | سیدمحمدمهدی جعفری                                               |                           |        | فارسی | ۱         | ۲۴۸         | شرح و ترجمه گفتارها             |
| الدلیل علی موضوعات نهج‌البلاغه                                                                                                 | علی انصاریان                                                    | اسماعیل تاج‌بخش            |        | فارسی | ۱         | ۱۰۳۰        | شرح و ترجمه گفتارها             |
| شرح صد کلمه قصار از: کلمات امیرالمؤمنین (ع)                                                                                   | عباس قمی                                                        |                           |        | فارسی | ۱         | ۱۱۰         | شرح و ترجمه گفتارها             |
| آیات قرآن در نهج‌البلاغه | محمد محمدی اشتهاردی                                             |                           |        | فارسی | ۱         | ۳۲۰         | شرح و ترجمه گفتارها             |
| المعجم المفهرس لالفاظ نهج‌البلاغه                                                                                              | کاظم محمدی محمود دشتی                                           |                           |        | عربی  | ۱         | ۱۴۶۷        | شرح و ترجمه گفتارها             |
| الهادی الی موضوعات نهج‌البلاغه                                                                                                 | علی مشکینی اردبیلی                                              |                           |        | عربی  | ۱         | ۶۲۲         | شرح و ترجمه گفتارها             |
| منهاج البراعة فی شرح نهج‌البلاغه                                                                                               | حبیب‌الله هاشمی خویی                                             |                           |        | عربی  | ۶         | ۴۲۲         | شرح و ترجمه گفتارها             |
| مفتاح السعاده فی شرح نهج‌البلاغه                                                                                               | محمدتقی نقوی قاینی خراسانی سید محمدتقی النقوی القاینی الخراسانی |                           |        | عربی  | ۷         | ۵۷۲         | شرح و ترجمه گفتارها             |
| اخ‍ت‍ی‍ار م‍ص‍ب‍اح ال‍س‍ال‍ک‍ی‍ن: م‍ن ک‍لام م‍ولان‍ا و ام‍ام‍ن‍ا ام‍ی‍رال‍م‍ؤم‍ن‍ی‍ن                                                                                            | میثم بن علی ابن‌میثم                                             |                           |        | عربی  | ۱         | ۷۲۴         | شرح و ترجمه گفتارها             |
| فی ظلال نهج‌البلاغه محاولة لفهم جدید                                                                                           | محمدجواد مغنیه                                                  |                           |        | عربی  | ۴         | ۵۵۸         | شرح و ترجمه گفتارها             |
| تصنیف نهج‌البلاغه | لبیب بیضون                                                      |                           |        | عربی  | ۱         | ۱۰۰۴        | شرح و ترجمه گفتارها             |
| مطلوب کل طالب من کلام علی بن ابی طالب (ع)                                                                                     | رشیدالدین وطواط                                                 |                           |        | عربی  | ۱         | ۲۲۸         | شرح و ترجمه گفتارها             |
| روائع نهج‌البلاغه | جرج جرداق                                                       |                           |        | عربی  | ۱         | ۲۴۰         | شرح و ترجمه گفتارها             |
| نهج‌البلاغه: آئین زندگی | حسینعلی منتظری                                                  |                           | معاصر  | فارسی | ۱         | ۲۲۴         | شرح و ترجمه گفتارها             |
| شرح محقق بارع جمال‌الدین محمد خوانساری بر غررالحکم و دررالکلم                                                                  | محمد بن حسین آقاجمال خوانساری                                   |                           |        | فارسی | ۱         | ۵۴۴         | شرح و ترجمه گفتارها             |
| دوهزار حدیث از حضرت علی (ع) همراه کشف الاحادیث و فهرست موضوعات                                                                | جواد جان‌فدا                                                     |                           |        | فارسی | ۱         | ۲۶۳         | شرح و ترجمه گفتارها             |
| نهج‌البلاغه: سخنان کوتاه امام علی بن ابی‌طالب (ع)                                                                               | ابوالحسن محمد بن حسین شریف‌رضی                                   | مصطفی زمانی               |        | فارسی | ۱         | ۴۹۶         | شرح و ترجمه گفتارها             |
| نهج‌البلاغه امام علی علیه‌السلام                                                                                                | اسدالله مبشری                                                   |                           |        | فارسی | ۱         | ۱۴۴۸        | شرح و ترجمه گفتارها             |
| ترجمه و شرح نهج‌البلاغه | سید علینقی فیض‌الاسلام اصفهانی                                   |                           |        | فارسی | ۱         | ۱۳۴۸        | شرح و ترجمه گفتارها             |
| الهام از گفتار علی علیه‌السلام                                                                                                 | سید محمدتقی حکیم                                                |                           |        | فارسی | ۱         | ۲۴۰         | شرح و ترجمه گفتارها             |
| شرح خطبه قاصعة | حسینعلی منتظری                                                  |                           | معاصر  | فارسی | ۱         | ۳۱۶         | شرح و ترجمه گفتارها             |
| توضیح نهج‌البلاغه | سید محمد حسینی شیرازی                                           |                           | معاصر  | فارسی | ۴         | ۹۶۶         | شرح و ترجمه گفتارها             |
| ترجمه گویا و شرح فشرده‌ای بر نهج‌البلاغه                                                                                        | جعفر امامی محمدرضا آشتیانی ناصر مکارم شیرازی                    |                           | معاصر  | فارسی | ۱         | ۴۸۱         | شرح و ترجمه گفتارها             |
| جلوه تاریخ در شرح نهج‌البلاغه                                                                                                  | ابن ابی الحدید                                                  |                           |        | فارسی | ۸         | ۴۴۰         | شرح و ترجمه گفتارها             |
| شگفتی‌های نهج‌البلاغه | جرج جرداق                                                       | فخرالدین حجازی            |        | فارسی | ۱         | ۳۲۳         | شرح و ترجمه گفتارها             |
| صحابه از دیدگاه نهج‌البلاغه | داود الهامی                                                     |                           | معاصر  | فارسی | ۱         | ۲۰۸         | شرح و ترجمه گفتارها             |
| صفات جمال و جلال خدا در نهج‌البلاغه                                                                                            | محمدحسین مختاری مازندرانی                                       |                           |        | فارسی | ۱         |             | شرح و ترجمه گفتارها             |
| سیری در نهج‌البلاغه | مرتضی مطهری                                                     |                           | معاصر  | فارسی | ۱         | ۳۳۲         | شرح و ترجمه گفتارها             |
| رابطه نهج‌البلاغه با قرآن | سید جواد مصطفوی                                                 |                           |        | فارسی | ۱         | ۲۲۴         | شرح و ترجمه گفتارها             |
| ترجمه شرح کتاب شریف نهج‌البلاغه                                                                                                | محمد عبده                                                       | علی‌اصغر فقیهی             |        | فارسی | ۱         | ۹۹۱         | شرح و ترجمه گفتارها             |
| پیام امام امیرالمؤمنین (ع) | ناصر مکارم شیرازی                                               |                           | معاصر  | فارسی | ۱۵        | ۶۶۸         | شرح و ترجمه گفتارها             |
| جلوه‌های بلاغت در نهج‌البلاغه                                                                                                   | محمد خاقانی                                                     |                           |        | فارسی | ۱         | ۳۹۲         | شرح و ترجمه گفتارها             |
| بهج‌الصباغه فی شرح نهج‌البلاغه                                                                                                  | محمدتقی شوشتری                                                  |                           |        | عربی  | ۱۴        | ۱۰۰         | شرح و ترجمه گفتارها             |
| نهج‌السعاده فی مستدرک نهج‌البلاغه                                                                                               | محمدباقر محمودی                                                 |                           |        | فارسی | ۱۴        | ۳۷۲         | شرح و ترجمه گفتارها             |
| مفردات نهج‌البلاغه | سید علی‌اکبر قرشی                                                |                           | معاصر  | فارسی | ۲         | ۵۷۶         | شرح و ترجمه گفتارها             |
| دنیا از دیدگاه نهج‌البلاغه و غررالحکم                                                                                          | سیداسماعیل گوهری                                                |                           |        | فارسی | ۱         | ۳۷۲         | شرح و ترجمه گفتارها             |
| اخلاق اسلامی در نهج‌البلاغه | اکبر خادم‌الذاکرین                                               |                           |        | فارسی | ۲         | ۶۰۸         | شرح و ترجمه گفتارها             |
| پیامبر از زبان علی | محمدتقی جعفری                                                   |                           | معاصر  | فارسی | ۱         | ۱۳۴         | شرح و ترجمه گفتارها             |
| فرازهایی جذاب و خواندنی از امام علی (ع)                                                                                       | محمدتقی جعفری                                                   |                           | معاصر  | فارسی | ۱         | ۱۵۸         | شرح و ترجمه گفتارها             |
| نهج‌البلاغه با ترجمه منظوم | امید مجد                                                        |                           | معاصر  | فارسی | ۱         | ۶۰۰         | شرح و ترجمه گفتارها             |
| کلام جاودانه | محمد حکیمی                                                      |                           | معاصر  | فارسی | ۱         | ۲۶۴         | شرح و ترجمه گفتارها             |
| حیاة امیرالمؤمنین علیه‌السلام عن لسانه                                                                                         | محمد محمدیان                                                    |                           |        | عربی  | ۷         | ۴۰۰         | شرح و ترجمه گفتارها             |
| نوش و نیش: طنزهای شیرین و گزنده در نهج‌البلاغه                                                                                 | حسین بیات                                                       |                           |        | فارسی | ۱         | ۱۰۴         | شرح و ترجمه گفتارها             |
| اسناد و مدارک نهج‌البلاغه | محمد دشتی                                                       |                           | معاصر  | فارسی | ۱         | ۸۲۰         | شرح و ترجمه گفتارها             |
| فرهنگ معارف شروح نهج‌البلاغه                                                                                                   | محمد دشتی                                                       |                           | معاصر  | فارسی | ۳         | ۵۵۲         | شرح و ترجمه گفتارها             |
| در بارگاه آفتاب: نهج‌البلاغه در ادب پارسی                                                                                      | علیرضا میرزامحمد                                                |                           |        | فارسی | ۱         | ۳۸۴         | شرح و ترجمه گفتارها             |
| پندهای جاودانه: حکمت‌های نهج‌البلاغه                                                                                            | محمد دشتی                                                       |                           | معاصر  | فارسی | ۱         | ۲۷۲         | شرح و ترجمه گفتارها             |
| تاثیر نهج‌البلاغه و کلام امام امیرالمؤمنین علی (ع) در شعر فارسی                                                                | محسن راثی                                                       |                           |        | فارسی | ۱         | ۶۷۲         | شرح و ترجمه گفتارها             |
| برنامه‌ریزی راهبردی مسائل زنان در نهج‌البلاغه                                                                                   | سیمین‌دخت بهزادپور                                               |                           |        | فارسی | ۱         | ۱۷۶         | شرح و ترجمه گفتارها             |
| نهج‌البلاغه موضوعی | عباس عزیزی                                                      |                           |        | فارسی | ۱         | ۹۰۴         | شرح و ترجمه گفتارها             |
| مفتاح السعاده فی شرح نهج‌البلاغه                                                                                               | سید محمدتقی نقوی قائنی                                          |                           |        | فارسی | ۱۷        | ۵۵۶         | شرح و ترجمه گفتارها             |
| قطره‌ای از دریا: گذری و نظری بر حکمتهای نهج‌البلاغه                                                                             | اکبر حمیدزاده                                                   |                           |        | فارسی | ۲         | ۵۱۰         | شرح و ترجمه گفتارها             |
| حکومت اسلامی در نهج‌البلاغه | سید علی غضنفری                                                  |                           |        | فارسی | ۱         | ۳۴۴         | شرح و ترجمه گفتارها             |
| جامعهٔ علوی در نهج‌البلاغه | عبدالحسین خسروپناه                                              |                           | معاصر  | فارسی | ۱         | ۲۳۴         | شرح و ترجمه گفتارها             |
| تهذیب شرح نهج‌البلاغه لابن ابی الحدید المعتزلی                                                                                 | سیدعبدالهادی شریفی                                              |                           |        | فارسی | ۲         | ۷۱۲         | شرح و ترجمه گفتارها             |
| الهیات در نهج‌البلاغه | لطف‌الله صافی‌گلپایگانی                                           |                           | معاصر  | فارسی | ۱         | ۴۷۶         | شرح و ترجمه گفتارها             |
| درس‌های نهج‌البلاغه | سید علی‌محمد دستغیب                                              |                           | معاصر  | فارسی | ۲۵        | ۴۸          | شرح و ترجمه گفتارها             |
| جامعه‌شناسی دینی در نهج‌البلاغه                                                                                                 | سید شهاب‌الدین حسینی                                             |                           | معاصر  | فارسی | ۱         | ۱۶۸         | شرح و ترجمه گفتارها             |
| نهج‌البلاغه: و هو مجموع ما اختاره الشریف ابوالحسن محمد الرضی بن الحسن الموسوی من کلام امیرالمؤمنین ابی‌الحسن علی بن ابی‌طالب (ع) | محمد عبده                                                       |                           |        | عربی  | ۱         | ۸۷۲         | شرح و ترجمه گفتارها             |
| فی الفکر الاجتماعی عند الامام علی                                                                                             | عبدالرضا زبیدی                                                  |                           |        | عربی  | ۱         | ۳۹۶         | شرح و ترجمه گفتارها             |
| درس‌های نهج‌البلاغه | حسین انصاریان                                                   |                           | معاصر  | فارسی | ۱         |             | شرح و ترجمه گفتارها             |
| اسئله الناس و اجوبه امیرالمؤمنین (ع)                                                                                          | احمد قاضی‌زاهدی                                                  |                           |        | عربی  | ۱         | ۴۳۲         | شرح و ترجمه گفتارها             |
| سیره علوی | محمدباقر بهبودی                                                 |                           |        | فارسی | ۱         | ۲۲۳         | علی‌شناسی                        |
| فرمان به‌زیستی در آخرین لحظات عمر علی (ع)                                                                                      | احمد فقهی                                                       |                           |        | فارسی | ۱         | ۲۳۷         | علی‌شناسی                        |
| حکمت و معیشت: شرح نامه امام علی به امام حسن (ع)                                                                               | عبدالکریم سروش                                                  |                           | معاصر  | فارسی | ۱         | ۳۹۷         | شرح و ترجمه گفتارها             |
| علی (ع) و فلسفه الهی | سید محمدحسین طباطبایی                                           | سیدابراهیم سیدعلوی        | معاصر  | فارسی | ۱         | ۷۲          | علی‌شناسی                        |
| حکمت عملی، یا، اخلاق مرتضوی                                                                                                   | مهدی الهی قمشه‌ای                                                |                           | معاصر  | فارسی | ۱         | ۲۰۰         | علی‌شناسی                        |
| سلونی قبل ان تفقدونی | محمد حکیمی                                                      |                           | معاصر  | فارسی | ۱         | ۳۴۴         | علی‌شناسی                        |
| امام علی (ع) صدای عدالت انسانی: علی مبادی انقلاب فرانسه                                                                       | جرج جرداق                                                       | سیدهادی خسروشاهی          |        | فارسی | ۵         | ۵۰۸         | علی‌شناسی                        |
| اوصاف پارسایان | عبدالکریم سروش                                                  |                           | معاصر  | فارسی | ۱         | ۴۴۲         | علی‌شناسی                        |
| علی و پیامبران | محمود سیالکوتی                                                  | سیدمحمد مختاری            |        | فارسی | ۱         | ۶۴          | علی‌شناسی                        |
| علی علیه‌السلام و کمیل | احمد زمردیان                                                    |                           |        | فارسی | ۱         | ۴۶۰         | علی‌شناسی                        |
| به سوی مدینه فاضله | علی کریمی جهرمی                                                 |                           | معاصر  | فارسی | ۱         | ۲۷۶         | علی‌شناسی                        |
| زن از دیدگاه امام علی (ع) | محمدتقی جعفری                                                   |                           | معاصر  | فارسی | ۱         | ۱۰۴         | شرح و ترجمه گفتارها             |
| تقوای الهی | محمدتقی جعفری                                                   |                           | معاصر  | فارسی | ۱         | ۹۶          | علی‌شناسی                        |
| انسان و رسالت انسانی | محمدتقی جعفری                                                   |                           | معاصر  | فارسی | ۱         | ۷۶          | علی‌شناسی                        |
| نماز و عبادت امیرالمؤمنین (ع)                                                                                                 | عباس عزیزی                                                      |                           | معاصر  | فارسی | ۱         | ۱۱۲         | علی‌شناسی                        |
| سیمای امام متقین علی (ع) ولی‌الله                                                                                              | عبدالرحمن شرقاوی                                                | عبدالکریم بی‌آزارشیرازی    |        | فارسی | ۵         | ۲۴          | علی‌شناسی                        |
| امام علی (ع) و علم و هنر | محمد دشتی                                                       |                           | معاصر  | فارسی | ؟         | ۵۹۲         | علی‌شناسی                        |
| الامام علی (ع) کلمه التقوی | محمدجعفر مدرسی                                                  |                           | معاصر  | عربی  | ۱         | ۱۲۰         | علی‌شناسی                        |
| امام علی (ع) و مباحث اعتقادی                                                                                                  | محمد دشتی                                                       |                           | معاصر  | فارسی | ۱         | ۴۰۸         | شرح و ترجمه گفتارها             |
| الگوهای رفتاری امام علی (ع): امام علی (ع) و اقتصاداسلامی                                                                      | محمد دشتی                                                       |                           | معاصر  | فارسی | ۲         | ۴۶۴         | علی‌شناسی                        |
| پیشگوییهای امیرالمؤمنین علی بن ابی‌طالب (ع)                                                                                    | سید محمد نجفی‌یزدی                                               |                           |        | فارسی | ۱         | ۳۹۲         | شرح و ترجمه گفتارها             |
| چه نیازی است به علی؟ علی، بنیانگذار وحدت                                                                                      | علی شریعتی                                                      |                           | معاصر  | فارسی | ۱         | ۷۴          | علی‌شناسی                        |
| امام علی (ع) عدل و تعادل | محمد حکیمی                                                      |                           | معاصر  | فارسی | ۱         | ۱۹۲         | علی‌شناسی                        |
| پیام مولا از بستر شهادت | محمدتقی مصباح یزدی                                              |                           | معاصر  | فارسی | ۱         | ۳۰۴         | شرح و ترجمه گفتارها             |
| علی (ع) و حقوق بشر | جرج جرادق                                                       | عطامحمد سردارنیا          |        | فارسی | ۵         | ۳۰۴         | علی‌شناسی                        |
| علی (ع) و حقوق بشر | جرج جرادق                                                       | سید هادی خسروشاهی         |        | فارسی | ۵         | ؟           | علی‌شناسی                        |
| امام علی (ع) و حقوق بشر | سید مصطفی محقق داماد                                            |                           |        | فارسی | ؟         |             | علی‌شناسی                        |
| نمونه‌ای از حکومت علی (ع) | حسن سعید                                                        |                           |        | فارسی | ۱         | ۳۱۲         | علی‌شناسی                        |
| الحق المبین درقضاوتهای امیرالمؤمنین                                                                                           | ذبیح‌الله محلاتی                                                 |                           |        | فارسی | ۱         | ۴۵۳         | علی‌شناسی                        |
| علی برترین قاضی (داوریهای علی)                                                                                                | محمدتقی شوشتری                                                  | ابوالفضل دیباچی           |        | فارسی | ۱         | ۷۳۰         | تاریخ                           |
| جنگ و صلح از دیدگاه امام علی (ع)                                                                                              | محمد مهدی شمس‌الدین                                              |                           |        | فارسی | ۱         | ۱۱۶         | علی‌شناسی                        |
| حکومت عدالتخواهی علی‌بن ابی‌طالب علیه‌السلام م‍ش‍ت‍م‍ل ب‍ر اوام‍ر و رف‍ت‍ارش                                                                     | اسمعیل رسولزاده خوئی                                            |                           |        | فارسی | ۱         | ۵۹۲         | علی‌شناسی                        |
| آیین کشورداری از دیدگاه امام علی (ع)                                                                                          | محمد فاضل موحدی لنکرانی                                         |                           |        | فارسی | ۱         | ۲۰۸         | علی‌شناسی                        |
| الامام علی و مشکلة نظام الحکم                                                                                                 | محمد طی                                                         |                           |        | عربی  | ۱         | ۲۲۸         | علی‌شناسی                        |
| وقعة صفین | نصر بن مزاحم                                                    |                           |        | عربی  | ۱         | ۷۱۰         | تاریخ                           |
| حقوق متقابل مردم و زمامداران در اسلام                                                                                         | محمدتقی جعفری                                                   |                           | معاصر  | فارسی | ۱         | ۱۴۲         | علی‌شناسی                        |
| فتنه | محمدتقی جعفری                                                   |                           | معاصر  | فارسی | ۱         | ۱۰۸         | علی‌شناسی                        |
| مسند الامام علی علیه‌السلام | سیدحسن قبانچی                                                   |                           |        | عربی  | ۱۰        | ۵۷۸         | علی‌شناسی                        |
| هل قتل معاویه علیا؟ | نجاح طایی                                                       |                           |        | عربی  | ۱         | ۲۶۶         | تاریخ                           |
| علی (ع) و معاویه | ورژ هافکین                                                      | محمدابراهیم زمانی آشتیانی |        | فارسی | ۱         | ۶۶۰         | علی‌شناسی                        |
| اندیشه سیاسی در گفتمان علوی                                                                                                   | پژوهشگاه علوم و فرهنگ اسلامی                                    |                           | معاصر  | فارسی | ۱         | ۸۸۴         | علی‌شناسی                        |
| امام علی (ع) و خوارج | سید جعفرمرتضی عاملی                                             | محمد سپهری                | معاصر  | فارسی | ۱         | ۶۸۲         | تاریخ                           |
| قاسطین مارقین ناکثین | علی شریعتی                                                      |                           | معاصر  | فارسی | ۱         | ۱۹۶         | تاریخ                           |
| علی قتال العرب | قاسم قره داغی                                                   |                           | معاصر  | فارسی | ۱         | ۱۰۱         | علی‌شناسی                        |
| امیرالمؤمنین علیه‌السلام در عهد پیامبر (ص)                                                                                     | سید محمدصادق صدر                                                | سید جمال موسوی            |        | فارسی | ۱         | ۴۶۰         | تاریخ                           |
| بیست و پنج سال سکوت علی (ع)                                                                                                   | فواد فاروقی                                                     |                           |        | فارسی | ۱         | ۲۷۸         | تاریخ                           |
| شرح زندگانی امام علی بن ابی‌طالب (ع)                                                                                           | علی‌اکبر خدیور محسنی                                             |                           |        | فارسی | ۳         | ۴۸۰         | تاریخ                           |
| ناسخ التواریخ | محمدتقی سپهر                                                    |                           |        | فارسی | ۱         | ۴۱۹         | تاریخ                           |
| فروغ ولایت | جعفر سبحانی                                                     |                           | معاصر  | فارسی | ۱         | ۷۸۰         | تاریخ                           |
| علی کیست؟ | فضل‌الله کمپانی                                                  |                           |        | فارسی | ۱         | ۴۷۶         | علی‌شناسی                        |
| امام علی از نگاه مولوی | محمدتقی جعفری                                                   |                           | معاصر  | فارسی | ۱         | ۱۰۸         | علی‌شناسی                        |
| داستانهای امام علی (ع) برگرفته از بحارالانوار                                                                                 | جعفر حسینی                                                      |                           | معاصر  | فارسی | ۱         | ۲۴۰         | تاریخ                           |
| قدیس | ابراهیم حسن‌بیگی                                                 |                           | معاصر  | فارسی | ۱         | ؟           | رمان                            |
| شرح نهج‌البلاغه | محمدتقی جعفری                                                   |                           | معاصر  | فارسی | ۲۵        | ۳۱۴         | شرح و ترجمه گفتارها             |
| الغدیر | عبدالحسین امینی                                                 |                           | معاصر  | عربی  | ۱۱        | ؟           | علی‌شناسی                        |
| افتخارنامه حیدری | مصطفی افتخار العلماء (صهبا)                                     |                           | ۱۳ ه.ق | فارسی | ۱         | ؟           | شعر                             |
| حمله حیدری | باذل مشهدی                                                      |                           | ۱۱ ه.ق | فارسی | ۱         | ؟           | شعر                             |
| خاوران‌نامه | ابن حسام خوسفی                                                  |                           | ۸ ه.ق  | فارسی | ۱         | ؟           | شعر                             |
| خصائص امیرالمؤمنین علی بن أبی طالب                                                                                            | حافظ نسایی                                                      |                           | ۳ ه.ق  |       | ۱         | ؟           | علی‌شناسی                        |
| مجلس ضربت زدن | بهرام بیضایی                                                    |                           | معاصر  | فارسی | ۱         | ؟           | نمایشنامه                       |

* در کتاب با مجلدات بیشتر از یک، تعداد صفحه یکی از جلدها به صورت رندم قرار گرفته شده تا از میانگین حجم کتاب اطلاع حاصل شود.